# Arnaldo Deodata da Fonseca Rozeira
Dr. Arnaldo Rozeira ( 1912 - 1984), también conocido como Arnaldo Deodato da Fonseca Rozeira ou Arnaldo Roseira, fue un fitosociólogo, botánico, y algólogo portugués.
Fue decano de la Facultad de Ciencias de la Universidad de Porto entre abril de 1972 y abril de 1974, y director del Jardín Botánico de la Universidad de Oporto entre 1960 y 1974 y de nuevo entre enero y abril de 1982.
Las identificaciones y clasificaciones de nuevas especies, como Lasiodiscus rozeirae, las publicó habitualmente en : Broteria, Ser. Trimestr.; Publ. Inst. Bot. "Dr. Goncalo Sampaio" Ser. 3; Agron. Lusit. xxiv.

## Algunas publicaciones
- "Sinonímia de las espécies representadas" [5]

- La abreviatura «Rozeira» se emplea para indicar a Arnaldo Deodata da Fonseca Rozeira como autoridad en la descripción y clasificación científica de los vegetales.[6]